# 腓力四世 (馬其頓)
腓力四世 （希臘語:Φίλιππος 英語:Philip IV ，？—前297年），馬其頓王國國王。公元前297年間統治馬其頓王國。卡山德的長子，即位沒多久就因病去世。在這種情況下，亞歷山大五世與他的另一個兄弟安提帕特一世被宣布為馬其頓的共同統治者。王國實際上被分成了兩部分：亞歷山大統治西部，安提帕特統治東部。
| 前任： 卡山德 | 馬其頓國王列表 前297年 | 繼任： 西部 亞歷山大五世 東部 安提帕特一世 |